# Katsudō Shashin
Katsudō Shashin (яп. 活動写真, Кацудо Сясін, заст. кінострічка) — анімаційний японський фільм, який належить до найстарішої праці в історії аніме. Автор невідомий. Фільм складається з 50 кадрів на целулоїдній плівці та відтворюється зі частотою 16 кадрів у секунду. У 3 секундному фільмі показано хлопчика у матросці, який записує слова, на кандзі, 活動写真 на дошці. Потім він повертається та кланяється, знімаючи безкозирку.